# Ministère de l'Énergie (Bénin)
Le Ministère de l'énergie est le département ministériel du gouvernement béninois chargé d'élaborer et d'assurer la mise en œuvre de la politique et les réglementations en matière d'énergie et s'assurer de la disponibilité des filières d'approvisionnement conformément aux lois et règlements en vigueur au Bénin. Il est dirigé par un ministre, membre du gouvernement béninois.

## Missions
Le ministère de l'énergie  veille à promouvoir et à mettre en valeur les ressources énergétiques nationales et par conséquent a la charge de mettre en œuvre la politique de l’Etat en matière d’énergie. Sa responsabilité réside dans la conception et l'exécution de la stratégie gouvernementale en matière d'énergie, en accord avec les dispositions légales et réglementaires en vigueur au Bénin.

## Attributions
Dans le cadre de ses fonctions, il a pour responsabilité de :
- formuler et mettre en place la politique et les réglementations en matière d'énergie, englobant tous les aspects, ainsi que de garantir la disponibilité des sources d'approvisionnement en combustibles nécessaires au bon fonctionnement des installations de production d'électricité ;
- développer des stratégies de gouvernance optimales et appropriées pour le secteur ;
- élaborer un plan stratégique en collaboration avec toutes les entités concernées pour le stockage et l'approvisionnement en produits pétroliers ;
- créer une politique favorisant le développement, l'expansion et l'accessibilité des énergies renouvelables ;
- contribuer à la mobilisation de financements pour la mise en œuvre des politiques, des plans, des programmes et des projets relevant du domaine de compétence du ministère ;
- promouvoir et valoriser les initiatives en collaboration avec tous les acteurs concernés ;
- lancer ou participer à des initiatives visant à protéger l'environnement dans le domaine de l'énergie ;
- élaborer des projets de lois et de règlements relatifs à l'énergie et veiller à leur application ;
- fournir, au besoin, des conseils et une assistance technique aux différents maîtres d'ouvrage du service public ;
- représenter le Bénin dans les organisations internationales du secteur de l'énergie et suivre les accords internationaux auxquels le pays a adhéré.

## Établissements rattachés
Agence de contrôle des installations électrique intérieures

## Liste des Ministres
Liste des ministres qui se sont succédé depuis 1960 à nos jours:
1. Dona Jean-Claude Houssou avril 2016 - octobre 2017 ;
2. Christine Gbedji-Vyaho, juin 2015 - avril 2016 ;
3. Spéro Mensah, Ph.D, juin 2015 - avril 2016 ;
4. Barthélémy Dahoga Kassa: octobre 2012 - juin 2015 ;
5. Sofiatou Onifade Baba-Moussa: avril 2012 - octobre 2012 ;
6. Jonas Gbian: mai 2011 - avril 2012 ;
7. Sacca Lafia: octobre 2008 - mai 2011 ;
8. Barthélémy Dahoga Kassa: oct. 2008 - mai 2011 ;
9. Sacca Lafia: juin 2007 - oct. 2008 ;
10. K. Jocelyn Degbey: avril 2006 - juin 2007 ;
11. Fassassi Kamarou:mai 2001 - avril 2006 ;
12. Essou Félix Dansou: mai 1998 - mai 200 ;
13. Emmanuel Golou: avril 1996 - mai 1998 ;
14. Aurélien Houessous: août 1991 - avril 1996 ;
15. Fatiou Adekounte: mars 1990 - août 1991 ;
16. Justin Gnidehou: juillet 1988 - mars 1990 ;
17. Soulé Dankoro: février. 1987 - juil. 1988 ;
18. Gado Guiriguissou: août 1984 - février. 1987 ;
19. Barthélémy Ohouens: févr. 1980 - août 1984.